# Pilar Vásquez
Pour les articles homonymes, voir Vásquez (homonymie).
Pilar Vásquez (née le 15 mai 1963) est une joueuse de tennis péruvienne, professionnelle du début des années 1980 à 1994.
Elle a atteint le 66e rang mondial en simple le 30 avril 1984 et le 140e en double le 25 juin 1990.
En 1983, elle a joué le 4e tour à l'US Open (battue par Martina Navrátilová), sa meilleure performance en simple dans une épreuve du Grand Chelem. 
Pendant sa carrière, Pilar Vasquez n'a gagné aucun titre sur le circuit WTA et n'a atteint qu'une fois la finale d'un tournoi sur le circuit principal, à Tokyo en 1982.

## Palmarès

### Titre en simple dames
Aucun

### Finale en simple dames
| No | Date       | Nom et lieu du tournoi | Catégorie | Dotation | Surface    | Vainqueure   | Score         |          |
| -- | ---------- | ---------------------- | --------- | -------- | ---------- | ------------ | ------------- | -------- |
| 1  | 18-10-1982 | Japan Open, Tokyo      | Series 2  | 50 000 $ | Dur (ext.) | Laura Arraya | 3-6, 6-4, 6-0 | Parcours |

### Titre en double dames
Aucun

### Finale en double dames
Aucune

## Parcours en Grand Chelem

### En simple dames
| Année | Open d'Australie (janvier) | Open d'Australie (janvier) | Internationaux de France | Internationaux de France | Wimbledon       | Wimbledon   | US Open         | US Open        | Open d'Australie (décembre) | Open d'Australie (décembre) |
| ----- | -------------------------- | -------------------------- | ------------------------ | ------------------------ | --------------- | ----------- | --------------- | -------------- | --------------------------- | --------------------------- |
| 1981  | n/a                        | n/a                        | 3e tour (1/16)           | Hana Mandlíková          | -               | -           | 1er tour (1/64) | C. Tanvier     | -                           | -                           |
| 1982  | n/a                        | n/a                        | 1er tour (1/64)          | Kim Steinmetz            | -               | -           | 1er tour (1/64) | Chris Evert    | -                           | -                           |
| 1983  | n/a                        | n/a                        | 1er tour (1/64)          | Yvona Brzáková           | -               | -           | 4e tour (1/8)   | M. Navrátilová | -                           | -                           |
| 1984  | n/a                        | n/a                        | 1er tour (1/64)          | Eva Pfaff                | 2e tour (1/32)  | Pam Casale  | 1er tour (1/64) | Lisa Bonder    | -                           | -                           |
| 1985  | n/a                        | n/a                        | 1er tour (1/64)          | Bettina Bunge            | 1er tour (1/64) | Anne Minter | -               | -              | -                           | -                           |
| 1987  | 1er tour (1/64)            | Marianne Werdel            | -                        | -                        | -               | -           | -               | -              | n/a                         | n/a                         |
| 1988  | 1er tour (1/64)            | Akiko Kijimuta             | -                        | -                        | -               | -           | -               | -              | n/a                         | n/a                         |
| 1989  | 2e tour (1/32)             | C. Tanvier                 | -                        | -                        | -               | -           | -               | -              | n/a                         | n/a                         |
| 1991  | 1er tour (1/64)            | Laura Arraya               | -                        | -                        | -               | -           | -               | -              | n/a                         | n/a                         |

À droite du résultat, l’ultime adversaire.

### En double dames
| Année | Open d'Australie (janvier)   | Open d'Australie (janvier) | Internationaux de France      | Internationaux de France  | Wimbledon | Wimbledon | US Open                      | US Open                 | Open d'Australie (décembre) | Open d'Australie (décembre) |
| ----- | ---------------------------- | -------------------------- | ----------------------------- | ------------------------- | --------- | --------- | ---------------------------- | ----------------------- | --------------------------- | --------------------------- |
| 1981  | n/a                          | n/a                        | 2e tour (1/16) B. Remilton    | Glynis Coles Naoko Sato   | -         | -         | 1er tour (1/32) Kim Sands    | Laura duPont B. Jordan  | -                           | -                           |
| 1982  | n/a                          | n/a                        | 1er tour (1/32) Duk-Hee Lee   | Betty Stöve P. Teeguarden | -         | -         | 2e tour (1/16) Carmen Perea  | C. Reynolds Paula Smith | -                           | -                           |
| 1983  | n/a                          | n/a                        | 1er tour (1/32) J. Harrington | Amy Holton Kathy Holton   | -         | -         | 1er tour (1/32) Vicki Nelson | Elise Burgin J. Russell | -                           | -                           |
| 1984  | n/a                          | n/a                        | 3e tour (1/8) Rene Uys        | B. Remilton Naoko Sato    | -         | -         | 1er tour (1/32) Rene Uys     | Anne Minter E. Minter   | -                           | -                           |
| 1985  | n/a                          | n/a                        | 1er tour (1/32) Helena Manset | K. Maleeva M. Maleeva     | -         | -         | -                            | -                       | -                           | -                           |
| 1988  | 1er tour (1/32) T. Mochizuki | A. Kijimuta P. Moreno      | -                             | -                         | -         | -         | -                            | -                       | n/a                         | n/a                         |
| 1989  | 2e tour (1/16) C. Christian  | A. Dechaume E. Derly       | -                             | -                         | -         | -         | -                            | -                       | n/a                         | n/a                         |
| 1990  | -                            | -                          | 1er tour (1/32) Andrea Vieira | R. Kordová A. Temesvári   | -         | -         | -                            | -                       | n/a                         | n/a                         |
| 1991  | 1er tour (1/32) Elly Hakami  | Anne Minter Tracey Morton  | -                             | -                         | -         | -         | -                            | -                       | n/a                         | n/a                         |

Sous le résultat, la partenaire ; à droite, l’ultime équipe adverse.

### En double mixte
| Année | Open d'Australie (janvier), | Open d'Australie (janvier), | Internationaux de France    | Internationaux de France    | Wimbledon | Wimbledon | US Open | US Open | Open d'Australie (décembre), | Open d'Australie (décembre), |
| ----- | --------------------------- | --------------------------- | --------------------------- | --------------------------- | --------- | --------- | ------- | ------- | ---------------------------- | ---------------------------- |
| 1980  | n/a                         | n/a                         | 2e tour (1/8) Belus Prajoux | F. Dürr J. Barclay          | -         | -         | -       | -       | n/a                          | n/a                          |
| 1981  | n/a                         | n/a                         | 1er tour (1/16) F. Maynetto | Betty Stöve Fred McNair     | -         | -         | -       | -       | n/a                          | n/a                          |
| 1982  | n/a                         | n/a                         | 1er tour (1/16) Raúl Viver  | Sandy Collins Haroon Ismail | -         | -         | -       | -       | n/a                          | n/a                          |
| 1983  | n/a                         | n/a                         | 2e tour (1/16) C. Castellan | Sandy Collins M. Strode     | -         | -         | -       | -       | n/a                          | n/a                          |

Sous le résultat, le partenaire ; à droite, l’ultime équipe adverse.

## Parcours en Coupe de la Fédération
| #                                                                  | Date       | Lieu        | Surface      | Gagnante(s)                      | Perdante(s)                            | Score           |          |
|                                                                    |            |             |              |                                  |                                        |                 |          |
| 1982 - 1er tour (groupe mondial) - Pérou - Argentine - 2 : 1       |            |             |              |                                  |                                        |                 |          |
| 1                                                                  | 19/07/1982 | Santa Clara | Dur (ext.)   | Emilse Raponi                    | Pilar Vásquez                          | 6-3, 3-6, 6-2   | Parcours |
| 1                                                                  | 19/07/1982 | Santa Clara | Dur (ext.)   | Laura Arraya Pilar Vásquez       | Ivanna Madruga-Osses Adriana Villagrán | 6-0, 6-4        | Parcours |
|                                                                    |            |             |              |                                  |                                        |                 |          |
| 1982 - 2e tour (groupe mondial) - URSS - Pérou - 2 : 1             |            |             |              |                                  |                                        |                 |          |
| 2                                                                  | 19/07/1982 | Santa Clara | Dur (ext.)   | Julia Salnikova                  | Pilar Vásquez                          | 7-5, 6-3        | Parcours |
| 2                                                                  | 19/07/1982 | Santa Clara | Dur (ext.)   | Ludmila Makarova Julia Salnikova | Laura Arraya Pilar Vásquez             | 2-6, 6-4, 6-3   | Parcours |
|                                                                    |            |             |              |                                  |                                        |                 |          |
| 1983 - 1er tour (groupe mondial) - Tchécoslovaquie - Pérou - 3 : 0 |            |             |              |                                  |                                        |                 |          |
| 3                                                                  | 18/07/1983 | Zurich      | Terre (ext.) | Helena Suková                    | Pilar Vásquez                          | 6-3, 1-6, 6-4   | Parcours |
| 3                                                                  | 18/07/1983 | Zurich      | Terre (ext.) | Iva Budařová Marcela Skuherská   | Laura Arraya Pilar Vásquez             | 7-6, 6-3        | Parcours |
|                                                                    |            |             |              |                                  |                                        |                 |          |
| 1985 - 1er tour (groupe mondial) - Argentine - Pérou - 3 : 0       |            |             |              |                                  |                                        |                 |          |
| 4                                                                  | 08/10/1985 | Nagoya      | Dur (ext.)   | Adriana Villagrán                | Pilar Vásquez                          | 7-66, 6-76, 8-6 | Parcours |
| 4                                                                  | 08/10/1985 | Nagoya      | Dur (ext.)   | Mercedes Paz Gabriela Sabatini   | Laura Arraya Pilar Vásquez             | 6-0, 7-63       | Parcours |
|                                                                    |            |             |              |                                  |                                        |                 |          |
| 1993 - 1er tour (groupe mondial) - Chine - Pérou - 2 : 1           |            |             |              |                                  |                                        |                 |          |
| 5                                                                  | 20/07/1993 | Francfort   | Terre (ext.) | Bi Ying                          | Pilar Vásquez                          | 6-1, 6-4        | Parcours |
| 5                                                                  | 20/07/1993 | Francfort   | Terre (ext.) | Bi Ying Li Fang                  | Laura Arraya Pilar Vásquez             | 6-4, 6-0        | Parcours |
|                                                                    |            |             |              |                                  |                                        |                 |          |
| 1993 - Barrage (groupe mondial I) - Suisse - Pérou - 2 : 1         |            |             |              |                                  |                                        |                 |          |
| 6                                                                  | 22/07/1993 | Francfort   | Terre (ext.) | Christelle Fauche                | Pilar Vásquez                          | 6-4, 6-2        | Parcours |
| 6                                                                  | 22/07/1993 | Francfort   | Terre (ext.) | G. Devercelli Pilar Vásquez      | Geraldine Dondit Joana Manta           | 7-5, 6-4        | Parcours |

## Classements WTA

### Classements en simple en fin de saison
| Année | 1983 | 1984 | 1985 | 1986 | 1987 | 1988 | 1989 | 1990 | 1991 | 1992 | 1993 | 1994 |
| Rang  | 87   | 116  | 174  | 149  | 151  | 162  | 194  | 154  | 305  | 345  | 285  | 590  |

Source : (en) « Classements de Pilar Vásquez », sur le site officiel du WTA Tour

### Classements en double en fin de saison
| Année | 1986 | 1987 | 1988 | 1989 | 1990 | 1991 | 1992 |
| Rang  | 199  | 258  | 232  | 218  | 145  | 260  | 666  |

Source : (en) « Classements de Pilar Vásquez », sur le site officiel du WTA Tour